# Galgóczi Erzsébet Emlékmúzeum
A Galgóczi Erzsébet emlékszoba Győr-Ménfőcsanakon található meg a Bezerédy kastély egyik mellékszárnyában.
Galgóczi Erzsébet parasztmúltja végigkísérte egész életét. Ennek köszönhette mély emberismeretét, stílusának már-már rideg természetességét is. Műveiben korának problémáit dolgozta fel, szülőfalujában szerzett tapasztalataira támaszkodva, egy falu életén át bemutatva azt. Az akkori megyei elit tagjai akadályozták munkáiban, sokszor ellehetetlenítették, de végül mégis utat tört az emberekhez.
Emlékszobája egyik részében az írónő egykori parasztszobájának tárgyait találhatjuk meg, míg a másik oldalon puritán alvószoba található.  E két eltérő hangulatú szobarészletet könyvespolcok kötik össze. A könyvespolc előtt egy hatalmas heverő terpeszkedik a nyugalom szimbólumaként. E szobában mégis ellentétesek egymással, hisz a könyvek a munkáját jelképezik. A könyvek a nappalokat, az ágy az éjszakákat jelenti és a sok-sok kötet hatására felvillan emlékezetünkben az írónő rövid, de termékeny élete.
A tárlókban elrendezve sorakoznak a dokumentumok arról, hogy miként lett a középparaszti családból bölcsészhallgató, majd esztergályos. S végül hogyan teljesedett ki az álma, s hogyan jutott a Színházművészeti Főiskola dramaturg szakára. Innen már viszonylag egyenes út vezetett érett írónővé válásáig. Így is beletelt egy időbe, míg rájött maga számára is váratlanul, hogy „Tudok írni”.

## Külső hivatkozások
- https://web.archive.org/web/20060112001244/http://www.vendegvaro.hu/33-383
- https://web.archive.org/web/20090617234541/http://www.bezeredj-kastely.hu/index.php?option=com_content&task=view&id=13&Itemid=29